# ふり向くな君は美しい
『ふり向くな君は美しい』（ふりむくなきみはうつくしい）は、阿久悠作詞、三木たかし作曲の楽曲。1976年に発表された。

## 解説
全国高等学校サッカー選手権大会の大会歌として第55回大会（1976年）より冬の高校サッカー予選・本大会の会場や、テレビ中継で演奏される。歌唱はザ・バーズが行っている。
かつては全国大会決勝戦の国立競技場において、ハーフタイムショーとして歌と踊りが披露されていた。
高校野球の『栄冠は君に輝く』はそのタイトル通り華々しい青春讃歌であることが特徴となっているが、この曲は勝者の陰に隠れやすい戦いに敗れた者の健闘を讃える「敗者の讃歌」で、長年高校サッカーファンに愛されてきた。第73回（1994年）以降は各大会ごとのイメージソングと併用して使用されている。
現在、本大会では中継のオープニングおよびエンディングにてメロディーパートがトランペットのバージョンのインストゥルメンタル版で流れているが、地区大会では歌付きとなっている局もある。
第103回（2024年度）は、東京にある駒込中学校・高等学校の合唱部によって新たにレコーディングされた、いわば「令和版」の音源が地区大会から使用される。

## 制作の背景
1976年に高校サッカー大会の開催地がそれまでの関西から首都圏へと移転したことで、それを更に盛り上げるべく、当時日本テレビで中継ディレクターを担当していた坂田信久は阿久悠に新たなテーマ曲の作詞を依頼した。阿久から「高校サッカーのテレビ中継で一番大切にしているものは何か」を訊ねられた坂田は「試合後は短いカットでも必ず“敗者の良い画”を映している」と答えており、それが「敗者の賛歌」となった所以とされている。
その一言に心を打たれた阿久の歌詞に三木たかしが曲を付け、ザ・バーズによって歌唱・レコーディングが行われた。ディレクターは飯田久彦、合唱指導は大本恭敬が担当。当時メンバーとして楽曲制作に携わった嵯峨聖子によるとレコーディングは選抜された15人ほどで行われ、本曲と「きらめきの日々」をレコーディングした後にどちらをA面にしたいかと聞かれ、多くのメンバーが涙ながらに「ふり向くな - 」を挙げていたという。「きらめきの日々」はB面に収録されている。

## レコード・CD
ふり向くな君は美しい / きらめきの日々 （ビクター）
| #         | タイトル                 | 作詞      | 作曲       | 編曲       | 演奏                   | 時間 |
| --------- | ------------------------ | --------- | ---------- | ---------- | ---------------------- | ---- |
| 1.        | 「ふり向くな君は美しい」 | 阿久悠    | 三木たかし | 三木たかし | ビクター・オーケストラ | 2:52 |
| 2.        | 「きらめきの日々」       | 阿久悠    | 三木たかし | 三木たかし | ビクター・オーケストラ | 2:49 |
| 合計時間: | 合計時間:                | 合計時間: | 合計時間:  | 合計時間:  | 合計時間:              | 5:41 |

- レコード：SV-6121（1976年10月25日発売、同一型番でジャケットデザインを変更して1977年9月に再発）
- レコード：SV-7480（1987年11月21日発売）
  - 再発当初のジャケットはSV-6121の後期デザインと同じであるものの、価格が改定され、ビクターのロゴマークとレーベルのデザインが変更された。また、ジャケット表面の左下にバーコードが入っている。
  - 途中から、下記のCDシングルに準じてジャケットがマスコットキャラクターの「シュウタロウ」をデザインしたものに変更された。
- CD：VDRS-1100（1988年11月21日発売）
- CD：VICL-37002（2014年12月17日発売）
  - 上2曲の他、「ふり向くな君は美しい」「きらめきの日々」のメロディーパートがないカラオケバージョン（インストゥルメンタル版とは異なる点が特徴）を収録。
- カセットテープ：VST-10451（1988年11月21日発売）
  - 上2曲の他、「ふり向くな君は美しい」のメロディーパートがないカラオケバージョン（インストゥルメンタル版とは異なる点が特徴）を収録。

2010年2月24日には、ミュージックグリッドのオンデマンドCDレーベル「MEG-CD」から再発された。